# Kartbahn Lyss
Die Kartbahn Lyss, auch Kartbahn Kappelen genannt, ist eine permanente Anlage für den Kartsport in Lyss im Kanton Bern in der Schweiz. Sie ist eine von drei vom nationalen Motorsportverband Auto Sport Schweiz homologierten Kartpisten.

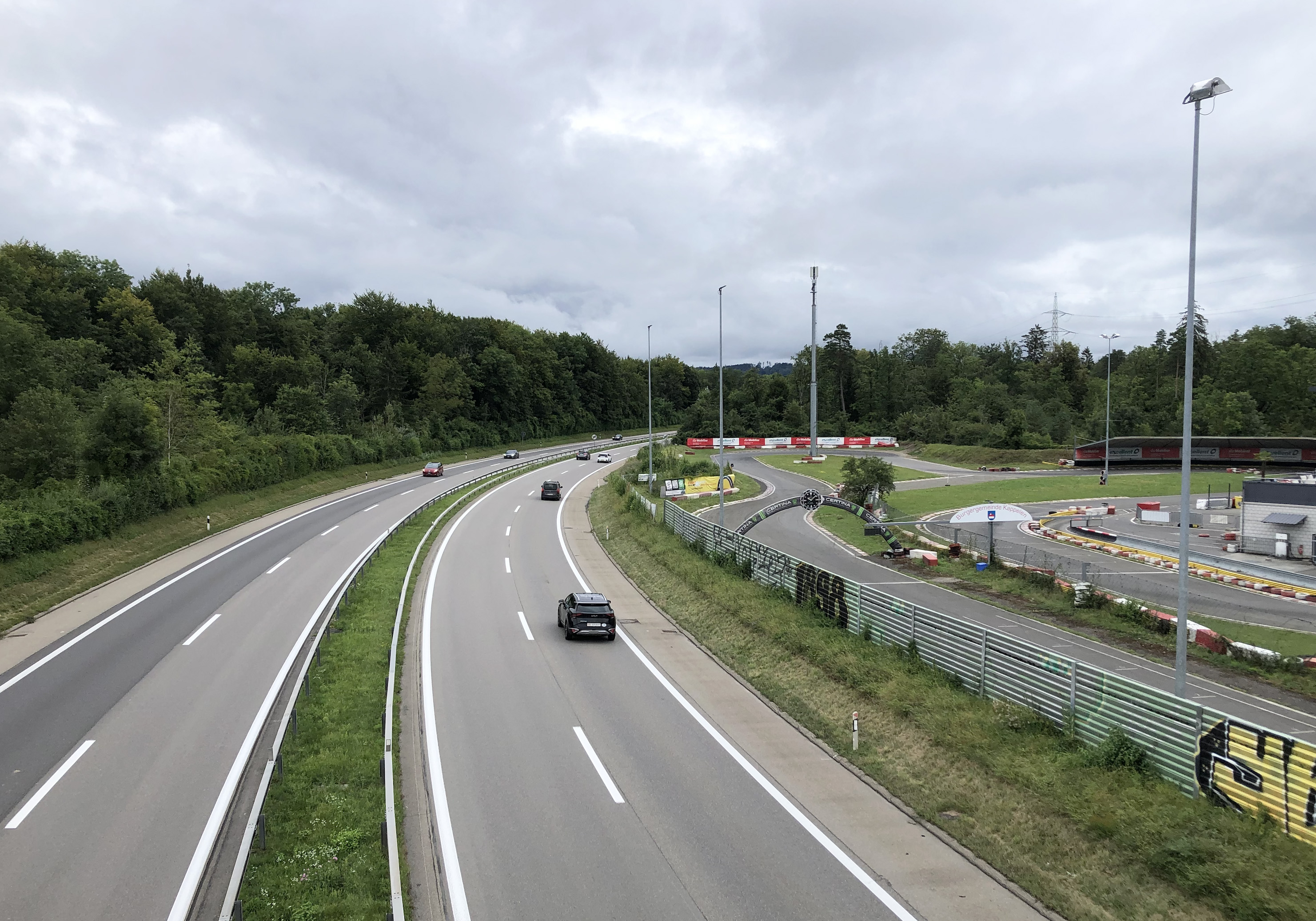
Die Kartbahn neben der Autobahn

## Anlage
Die Kartbahn Lyss wurde 1965 mitten im Auwald neben der Alten Aare gebaut. Heute ist die umliegende Naturzone als Schutzgebiet Tannholz-Chatzestiel-Sibirie und Auenlandschaft von nationaler Bedeutung ausgewiesen.  
Die Piste hat eine Gesamtlänge von 750 Metern und ist durchgehend sieben Meter breit. Sie führt unterhalb der die Anlage durchquerenden Lyss-Strasse zwischen Lyss und Kappelen zuerst durch einen Tunnel und dann unter einer Brücke, die auch die Autobahn überquert, hindurch. Eine Kurzanbindung erlaubt die Konfiguration von zwei Streckenvarianten.
Die Bahn bietet einen Leihkartbetrieb sowie eine Sim-Racing Lounge, in der auf acht Simulatoren gegeneinander gefahren werden kann.
Auf der Strecke finden Läufe zum Swiss Historic Kart-Cup sowie zur streckeneigenen, seit 2017 ausgetragenen Kappelen-Trophy statt. Ferner werden auch Events für Mofas oder E-Bikes ausgetragen.